# Hygrophorus karstenii
Hygrophorus karstenii Saccardo & Cuboni, Syll. fung. (Abellini) 5: 401 (1887), è un fungo basidiomicete.
L'Hygrophorus karstenii è il primo tra i funghi estivi del genere Hygrophorus ad apparire nei boschi di montagna. Si riconosce facilmente, all'interno del suo gruppo, per l'elegante e caratteristico contrasto cromatico tra le lamelle giallo-aranciate e il cappello biancastro.

## Descrizione della specie

### Cappello
2–8 cm, abbastanza carnoso, liscio, asciutto, di forma più o meno convessa. Bianco, poi con sfumature o chiazze ocra.

### Lamelle
Decorrenti, da giallo-ocra a color albicocca, spesse e rade, con brevi lamellule.

### Gambo
3–7 cm x 6–12 mm, concolore al cappello, pieno, asciutto, attenuato verso il basso.

### Carne
Biancastra, tenera, piuttosto fragile, dolce.

## Spore
Ovali, bianche volgenti al giallino, in massa, non amiloidi, 10-12 x 6-7 µm.

## Habitat
Sotto conifera, in montagna, tra il mirtillo nero o il muschio, da fine luglio a ottobre. Non comune. Cresce in gruppi non numerosi.

## Commestibilità
Discreta.

## Etimologia
Dal latino Karstenii = di Karsten, dal nome del micologo Gustav Karl Wilhelm Hermann Karsten.

## Sinonimi
- Hygrophorus melizeus (Fr.)
- Hygrophorus bicolor (Karsten)